# Any-Martin-Rieux
Any-Martin-Rieux település Franciaországban, Aisne megyében. Lakosainak száma 455 fő (2022. január 1.). Any-Martin-Rieux Aubenton, Leuze, Logny-lès-Aubenton, Watigny, Fligny, La Neuville-aux-Joûtes és Signy-le-Petit községekkel határos.

## Népesség
A település népességének változása:
| Lakosok száma | 631  | 498  | 525  | 509  | 464  | 457  | 456  | 455  | 455  | 455  |
|               | 1968 | 1982 | 1990 | 2006 | 2013 | 2015 | 2017 | 2019 | 2020 | 2022 |